# 塩尻市
塩尻市（しおじりし）は、長野県中部（中信地方）の市。松本盆地の南端、県央部に位置する太平洋側と日本海側を結ぶ交通の要衝である。

## 概要

### 地名の由来
信州には海がないため塩を生産することができず、かつては日本海から塩売りがやってきていた。各地を回って売り歩いていると、ちょうどこの近辺で品切れになるため、塩尻という名前がついたと言われている。
また、日本海側と太平洋側からそれぞれ塩が運ばれてくると、この辺りで両者が合流することから塩の道の終点＝塩尻という説もある。
この説に沿う地名として小県郡塩尻村（現：上田市）がある。なお、塩尻市の見解は、定説はないとしつつも上杉氏が武田氏に塩を送った義塩伝説、食塩を由来とする説、地質・地形からなる説の三つを挙げている。かつては塩の旧字である鹽を用いて、「鹽尻（しおじり）」と書かれた。

## 地理

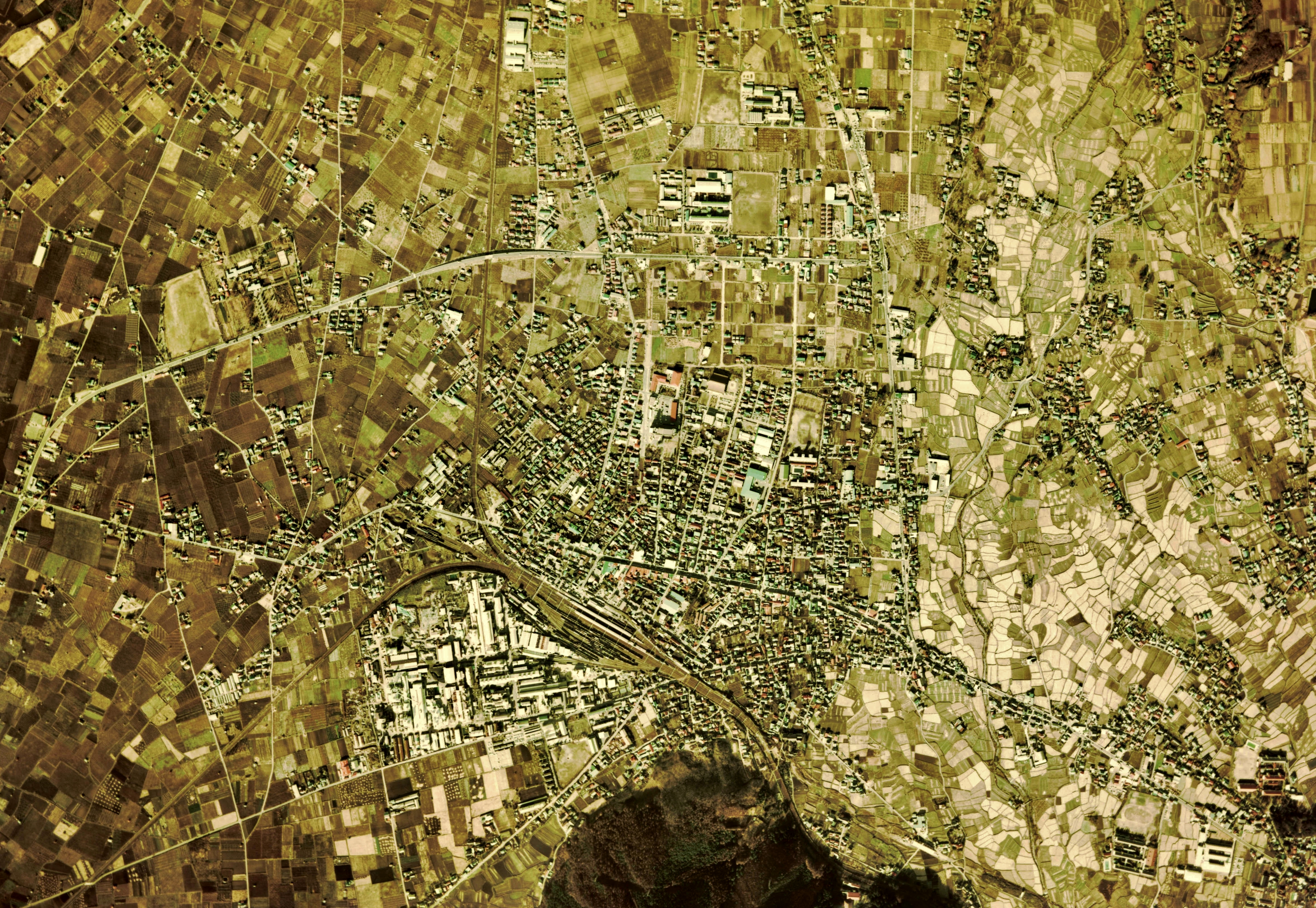
塩尻市中心部周辺の空中写真。1975年撮影の2枚を合成作成。。

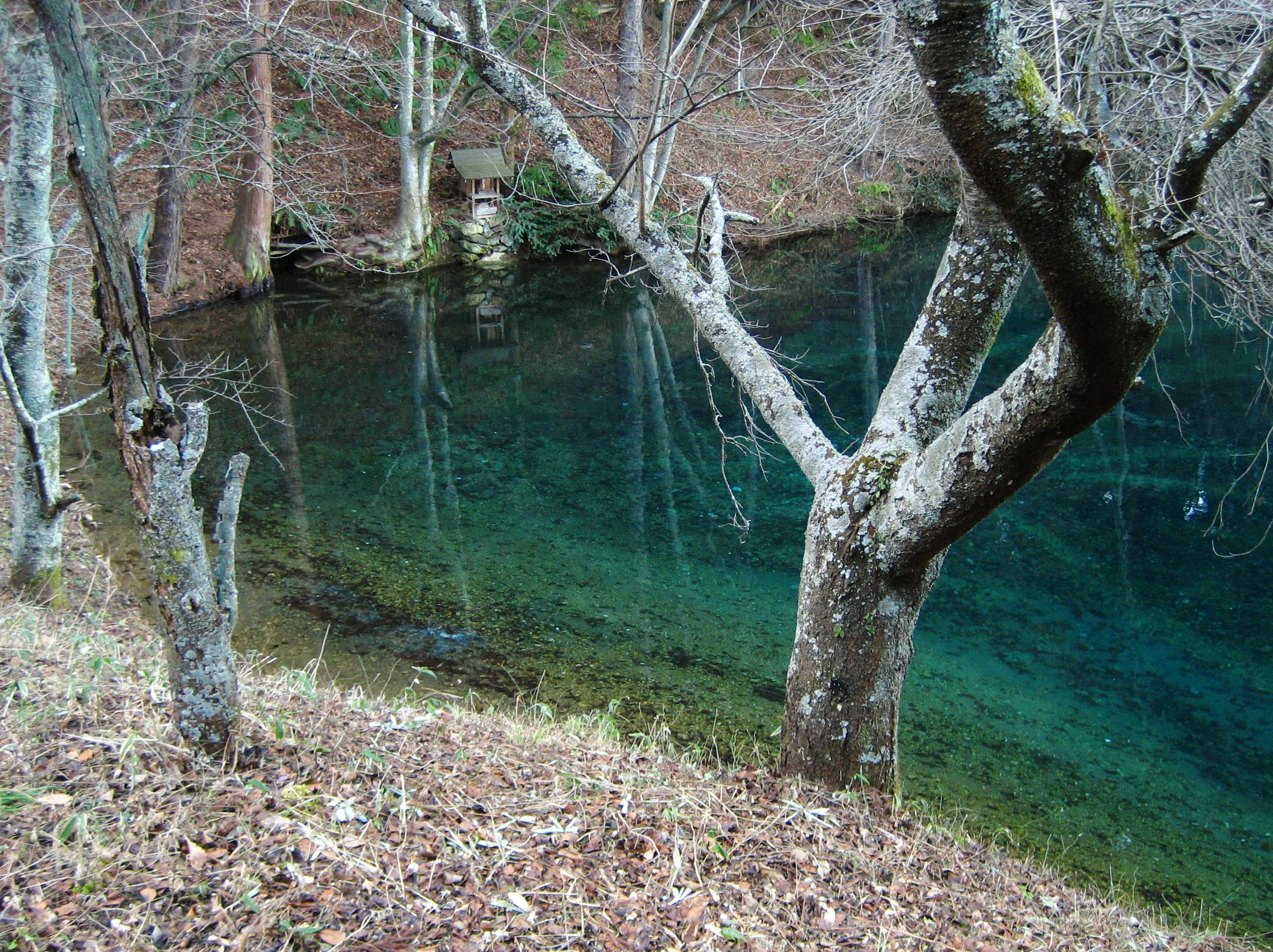
平出の泉

### 位置
松本盆地の南端、長野県のほぼ中央に位置し、県内随一の交通の要衝となっている。

### 地形
地形は扇状地形で、東西約18キロメートル (km)、南北約38 km、面積290.18平方キロメートル (km2) の地域を有する。
塩尻峠および善知鳥峠、鳥居峠は太平洋と日本海への分水嶺となっている。

#### 山岳
主な山
- 塩嶺
- 大棚入山

主な峠
- 善知鳥峠[2]
- 塩尻峠[2]
- 鳥居峠[2]

#### 河川
主な川
- 奈良井川
- 田川
- 小野川

#### 湖沼
主な湖
- 沓沢湖
- 奈良井湖
- みどり湖

泉
- 平出の泉

### 地域

#### 地区
大門地区
（大字大門および大門田川町以外は住居表示実施地区）
- 大門一番町、大門二番町、大門三番町、大門四番町、大門五番町、大門六番町、大門七番町、大門八番町
大門泉町、大門幸町、大門並木町、大門桔梗町、大門田川町、大字大門

塩尻東地区
- 大字塩尻町、大字旧塩尻、大字柿沢、大字金井、大字上西条、大字中西条、大字下西条、大字堀ノ内、大字大小屋、大字長畝、大字桟敷、大字みどり湖、大字峰原

片丘地区
- 大字片丘

広丘地区
- 大字広丘原新田、大字広丘堅石、大字広丘郷原、大字広丘野村

吉田地区
- 大字広丘吉田

高出地区
- 大字広丘高出

洗馬地区
- 大字洗馬

宗賀地区
- 大字宗賀

北小野地区
- 大字北小野

楢川地区
- 大字贄川、大字木曽平沢、大字奈良井

### 人口
- DID人口比は57.9%（2020年国勢調査）。

| |                                        |  |
| 塩尻市と全国の年齢別人口分布（2005年） | 塩尻市の年齢・男女別人口分布（2005年） |  |
| ■紫色 ― 塩尻市 ■緑色 ― 日本全国 | ■青色 ― 男性 ■赤色 ― 女性              |  |
| 塩尻市（に相当する地域）の人口の推移 \| 1970年（昭和45年） \| 47,113人 \| \| \| 1975年（昭和50年） \| 52,291人 \| \| \| 1980年（昭和55年） \| 57,417人 \| \| \| 1985年（昭和60年） \| 60,329人 \| \| \| 1990年（平成2年） \| 61,420人 \| \| \| 1995年（平成7年） \| 64,236人 \| \| \| 2000年（平成12年） \| 67,747人 \| \| \| 2005年（平成17年） \| 68,346人 \| \| \| 2010年（平成22年） \| 67,670人 \| \| \| 2015年（平成27年） \| 67,135人 \| \| \| 2020年（令和2年） \| 67,241人 \| \| |                                        |  |
| 総務省統計局 国勢調査より |                                        |  |
| 1970年（昭和45年） | 47,113人                               |  |
| 1975年（昭和50年） | 52,291人                               |  |
| 1980年（昭和55年） | 57,417人                               |  |
| 1985年（昭和60年） | 60,329人                               |  |
| 1990年（平成2年） | 61,420人                               |  |
| 1995年（平成7年） | 64,236人                               |  |
| 2000年（平成12年） | 67,747人                               |  |
| 2005年（平成17年） | 68,346人                               |  |
| 2010年（平成22年） | 67,670人                               |  |
| 2015年（平成27年） | 67,135人                               |  |
| 2020年（令和2年） | 67,241人                               |  |

### 隣接自治体
長野県
- 松本市
- 岡谷市
- 伊那市
- 上伊那郡：辰野町、南箕輪村
- 木曽郡：木曽町、木祖村
- 東筑摩郡：朝日村

## 歴史

### 中世
鎌倉時代から戦国時代にかけて、諏訪大社下社の神領として筑摩郡塩尻郷が見え、田川を境に西条、東条に二分していた。

### 近世
江戸時代は塩尻宿や洗馬宿などが中山道や北国西街道の宿場町として栄えた。

### 近代
明治時代、塩尻宿から約2km西方の大門地区に塩尻駅が建設されて以降、塩尻駅を中心として中央東線・中央西線・篠ノ井線が集約する分岐点となり、国道19号・国道20号、国道153号などの主要道路も通る交通の要衝となっている。

### 現代
昭和時代
- 1947年（昭和22年）10月14日 - 昭和天皇が市内に行幸（昭和天皇の戦後巡幸）。海外引揚者や戦災者が暮らす町営住宅や塩尻小学校などを訪問[4][5]。
- 1959年（昭和34年）4月1日 - 東筑摩郡塩尻町・片丘村・広丘村・宗賀村・筑摩地村が合併して発足。
- 1959年（昭和34年）5月10日 - 市章を制定[6]。
- 1960年（昭和35年）4月1日 - 北内田が松本市に編入。
- 1961年（昭和36年）4月1日 - 南内田の一部（崖の湯温泉）が松本市に編入。
- 1961年（昭和36年）6月28日 - 洗馬村を編入。
- 1982年（昭和57年）4月1日 - 境界変更により洗馬の一部（現・空港東）が松本市に編入、同市笹賀の一部を塩尻市に編入。

平成時代
- 2005年（平成17年）4月1日 - 木曽郡楢川村を編入。

現在の塩尻市域は筑摩郡の東部にあたる。明治12年（1879年）1月4日の郡区町村編制法施行時に筑摩郡のうち大部分は東筑摩郡となったが、後の楢川村となる奈良井村・贄川村は西筑摩郡（後に木曽郡に改称）となった。詳しくは東筑摩郡・木曽郡および各町村の項目を参照されたい。
| 明治以前   | 明治以前 | 明治初年 - 明治11年     | 明治12年 - 明治22年             | 明治22年 4月1日 町村制施行 | 明治22年 - 昭和19年       | 昭和20年 - 昭和64年                  | 平成元年 - 現在             | 現在   |
| ---------- | -------- | ----------------------- | ------------------------------- | -------------------------- | ------------------------- | ------------------------------------ | --------------------------- | ------ |
| 塩尻町村   | 塩尻町村 | 明治8年1月23日 塩尻村   | 明治14年 塩尻町村               | 塩尻村                     | 昭和2年4月1日 町制 塩尻町 | 昭和34年4月1日 塩尻市                | 塩尻市                      | 塩尻市 |
| 柿沢村     | 柿沢村   | 明治8年1月23日 塩尻村   | 明治14年 柿沢村                 | 塩尻村                     | 昭和2年4月1日 町制 塩尻町 | 昭和34年4月1日 塩尻市                | 塩尻市                      | 塩尻市 |
| 金井村     | 金井村   | 明治8年1月23日 塩尻村   | 明治14年 金井村                 | 塩尻村                     | 昭和2年4月1日 町制 塩尻町 | 昭和34年4月1日 塩尻市                | 塩尻市                      | 塩尻市 |
| 上西条村   | 上西条村 | 明治8年1月23日 塩尻村   | 明治14年 上西条村               | 塩尻村                     | 昭和2年4月1日 町制 塩尻町 | 昭和34年4月1日 塩尻市                | 塩尻市                      | 塩尻市 |
| 中西条村   | 中西条村 | 明治8年1月23日 塩尻村   | 明治14年 中西条村               | 塩尻村                     | 昭和2年4月1日 町制 塩尻町 | 昭和34年4月1日 塩尻市                | 塩尻市                      | 塩尻市 |
| 下西条村   | 下西条村 | 明治8年1月23日 塩尻村   | 明治14年 下西条村               | 塩尻村                     | 昭和2年4月1日 町制 塩尻町 | 昭和34年4月1日 塩尻市                | 塩尻市                      | 塩尻市 |
| 大小屋村   | 大小屋村 | 明治8年1月23日 塩尻村   | 明治14年 大小屋村               | 塩尻村                     | 昭和2年4月1日 町制 塩尻町 | 昭和34年4月1日 塩尻市                | 塩尻市                      | 塩尻市 |
| 長畝村     | 長畝村   | 明治8年1月23日 塩尻村   | 明治14年 長畝村                 | 塩尻村                     | 昭和2年4月1日 町制 塩尻町 | 昭和34年4月1日 塩尻市                | 塩尻市                      | 塩尻市 |
| 桟敷村     | 桟敷村   | 明治8年1月23日 塩尻村   | 明治14年 桟敷村                 | 塩尻村                     | 昭和2年4月1日 町制 塩尻町 | 昭和34年4月1日 塩尻市                | 塩尻市                      | 塩尻市 |
| 大門村     | 大門村   | 明治8年1月23日 塩尻村   | 明治14年 大門村                 | 塩尻村                     | 昭和2年4月1日 町制 塩尻町 | 昭和34年4月1日 塩尻市                | 塩尻市                      | 塩尻市 |
| 堀ノ内村   | 堀ノ内村 | 明治8年1月23日 塩尻村   | 明治14年 堀ノ内村               | 塩尻村                     | 昭和2年4月1日 町制 塩尻町 | 昭和34年4月1日 塩尻市                | 塩尻市                      | 塩尻市 |
| 原新田村   | 原新田村 | 明治8年1月23日 広丘村   | 明治14年6月24日 原新田村        | 広丘村                     | 広丘村                    | 昭和34年4月1日 塩尻市                | 塩尻市                      | 塩尻市 |
| 吉田村     | 吉田村   | 明治8年1月23日 広丘村   | 明治14年6月24日 吉田村          | 広丘村                     | 広丘村                    | 昭和34年4月1日 塩尻市                | 塩尻市                      | 塩尻市 |
| 野村       | 野村     | 明治8年1月23日 広丘村   | 明治14年6月24日 野村            | 広丘村                     | 広丘村                    | 昭和34年4月1日 塩尻市                | 塩尻市                      | 塩尻市 |
| 高出村     | 高出村   | 明治8年1月23日 広丘村   | 明治14年6月24日 高出村          | 広丘村                     | 広丘村                    | 昭和34年4月1日 塩尻市                | 塩尻市                      | 塩尻市 |
| 堅石町村   | 堅石町村 | 明治8年1月23日 広丘村   | 明治14年6月24日 堅石町村        | 広丘村                     | 広丘村                    | 昭和34年4月1日 塩尻市                | 塩尻市                      | 塩尻市 |
| 郷原町村   | 郷原町村 | 明治8年1月23日 広丘村   | 明治14年6月24日 郷原町村        | 広丘村                     | 広丘村                    | 昭和34年4月1日 塩尻市                | 塩尻市                      | 塩尻市 |
| 平出村     | 平出村   | 明治8年1月23日 宗賀村   | 宗賀村                          | 宗賀村                     | 宗賀村                    | 昭和34年4月1日 塩尻市                | 塩尻市                      | 塩尻市 |
| 床尾村     |          | 明治8年1月23日 宗賀村   | 宗賀村                          | 宗賀村                     | 宗賀村                    | 昭和34年4月1日 塩尻市                | 塩尻市                      | 塩尻市 |
| 洗馬町村   |          | 明治8年1月23日 宗賀村   | 宗賀村                          | 宗賀村                     | 宗賀村                    | 昭和34年4月1日 塩尻市                | 塩尻市                      | 塩尻市 |
| 牧野村     |          | 明治8年1月23日 宗賀村   | 宗賀村                          | 宗賀村                     | 宗賀村                    | 昭和34年4月1日 塩尻市                | 塩尻市                      | 塩尻市 |
| 本山町村   |          | 明治8年1月23日 宗賀村   | 宗賀村                          | 宗賀村                     | 宗賀村                    | 昭和34年4月1日 塩尻市                | 塩尻市                      | 塩尻市 |
| 日出塩村   |          | 明治8年1月23日 宗賀村   | 宗賀村                          | 宗賀村                     | 宗賀村                    | 昭和34年4月1日 塩尻市                | 塩尻市                      | 塩尻市 |
| 北小野村   | 北小野村 | 明治8年1月23日 筑摩地村 | 筑摩地村                        | 筑摩地村                   | 筑摩地村                  | 昭和34年4月1日 塩尻市                | 塩尻市                      | 塩尻市 |
| 勝弦新田村 |          | 明治8年1月23日 筑摩地村 | 筑摩地村                        | 筑摩地村                   | 筑摩地村                  | 昭和34年4月1日 塩尻市                | 塩尻市                      | 塩尻市 |
| 中挟村     | 中挟村   | 明治8年1月23日 片丘村   | 片丘村                          | 片丘村                     | 片丘村                    | 昭和34年4月1日 塩尻市                | 塩尻市                      | 塩尻市 |
| 南熊井村   |          | 明治8年1月23日 片丘村   | 片丘村                          | 片丘村                     | 片丘村                    | 昭和34年4月1日 塩尻市                | 塩尻市                      | 塩尻市 |
| 北熊井村   |          | 明治8年1月23日 片丘村   | 片丘村                          | 片丘村                     | 片丘村                    | 昭和34年4月1日 塩尻市                | 塩尻市                      | 塩尻市 |
| 南内田村   | 一部     | 明治8年1月23日 片丘村   | 片丘村                          | 片丘村                     | 片丘村                    | 昭和34年4月1日 塩尻市                | 塩尻市                      | 塩尻市 |
| 小曾部村   | 大部分   | 明治8年1月23日 洗馬村   | 洗馬村                          | 洗馬村                     | 洗馬村                    | 昭和36年4月1日 塩尻市に編入          | 塩尻市                      | 塩尻市 |
| 本洗馬村   |          | 明治8年1月23日 洗馬村   | 洗馬村                          | 洗馬村                     | 洗馬村                    | 昭和36年4月1日 塩尻市に編入          | 塩尻市                      | 塩尻市 |
| 岩垂村     |          | 明治8年1月23日 洗馬村   | 洗馬村                          | 洗馬村                     | 洗馬村                    | 昭和36年4月1日 塩尻市に編入          | 塩尻市                      | 塩尻市 |
| 贄川村     | 贄川村   | 贄川村                  | 明治12年1月4日 西筑摩郡贄川村   | 楢川村                     | 楢川村                    | 昭和43年5月1日 郡の改称 木曽郡楢川村 | 平成17年4月1日 塩尻市に編入 | 塩尻市 |
| 奈良井村   | 奈良井村 | 奈良井村                | 明治12年1月4日 西筑摩郡奈良井村 | 楢川村                     | 楢川村                    | 昭和43年5月1日 郡の改称 木曽郡楢川村 | 平成17年4月1日 塩尻市に編入 | 塩尻市 |

## 行政

### 市長
- 現職（7代）市長 - 百瀬敬（2022年10月1日就任・1期目）

歴代市長
- 初代：小松多喜雄（1959年4月30日 - 1967年4月29日・2期）
- 2代：高砂政郎（1967年4月30日 - 1971年4月29日・1期、日本共産党[注 3]）
- 3代：花村政温（1971年4月30日 - 1978年8月20日・2期）
- 4代：小野光洪（1978年10月1日 - 1990年9月30日・3期）
- 5代：三沢光広（1990年10月1日 - 2002年9月30日・3期）
- 6代：小口利幸（2002年10月1日　- 2022年9月30日・5期）

### 広域行政
- 松本広域連合

## 議会

### 県議会
2023年長野県議会議員選挙
- 選挙区：塩尻市選挙区
- 定数：2人
- 投票日：2023年4月9日
- 当日有権者数：6,946人
- 投票率：44.03％

| 候補者名 | 当落 | 年齢 | 党派名     | 新旧別 | 得票数  |
| -------- | ---- | ---- | ---------- | ------ | ------- |
| 丸山寿子 | 当   | 64   | 無所属     | 新     | 6,946票 |
| 続木幹夫 | 当   | 65   | 無所属     | 現     | 6,672票 |
| 都筑文男 | 落   | 69   | 自由民主党 | 新     | 6,650票 |
| 柴田憲子 | 落   | 68   | 日本共産党 | 新     | 3,378票 |

2019年長野県議会議員選挙
- 選挙区：塩尻市選挙区
- 定数：2人
- 投票日：2019年4月7日
- 当日有権者数：54,799人
- 投票率：46.09％

| 候補者名 | 当落 | 年齢 | 党派名     | 新旧別 | 得票数   |
| -------- | ---- | ---- | ---------- | ------ | -------- |
| 丸山大輔 | 当   | 44   | 自由民主党 | 現     | 10,863票 |
| 続木幹夫 | 当   | 61   | 無所属     | 元     | 7,764票  |
| 備前光正 | 落   | 56   | 日本共産党 | 現     | 6,390票  |

### 衆議院
- 選挙区：長野4区（岡谷市、 諏訪市、茅野市、塩尻市、諏訪郡、木曽郡）
- 任期：2021年10月31日 - 2025年10月30日
- 当日有権者数：240,401人
- 投票率：59.37％

| 当落 | 候補者名   | 年齢 | 所属党派   | 新旧別 | 得票数   | 重複 |
| ---- | ---------- | ---- | ---------- | ------ | -------- | ---- |
| 当   | 後藤茂之   | 65   | 自由民主党 | 前     | 86,962票 | ○    |
|      | 長瀬由希子 | 53   | 日本共産党 | 新     | 51,922票 | ○    |

## 出先機関・施設

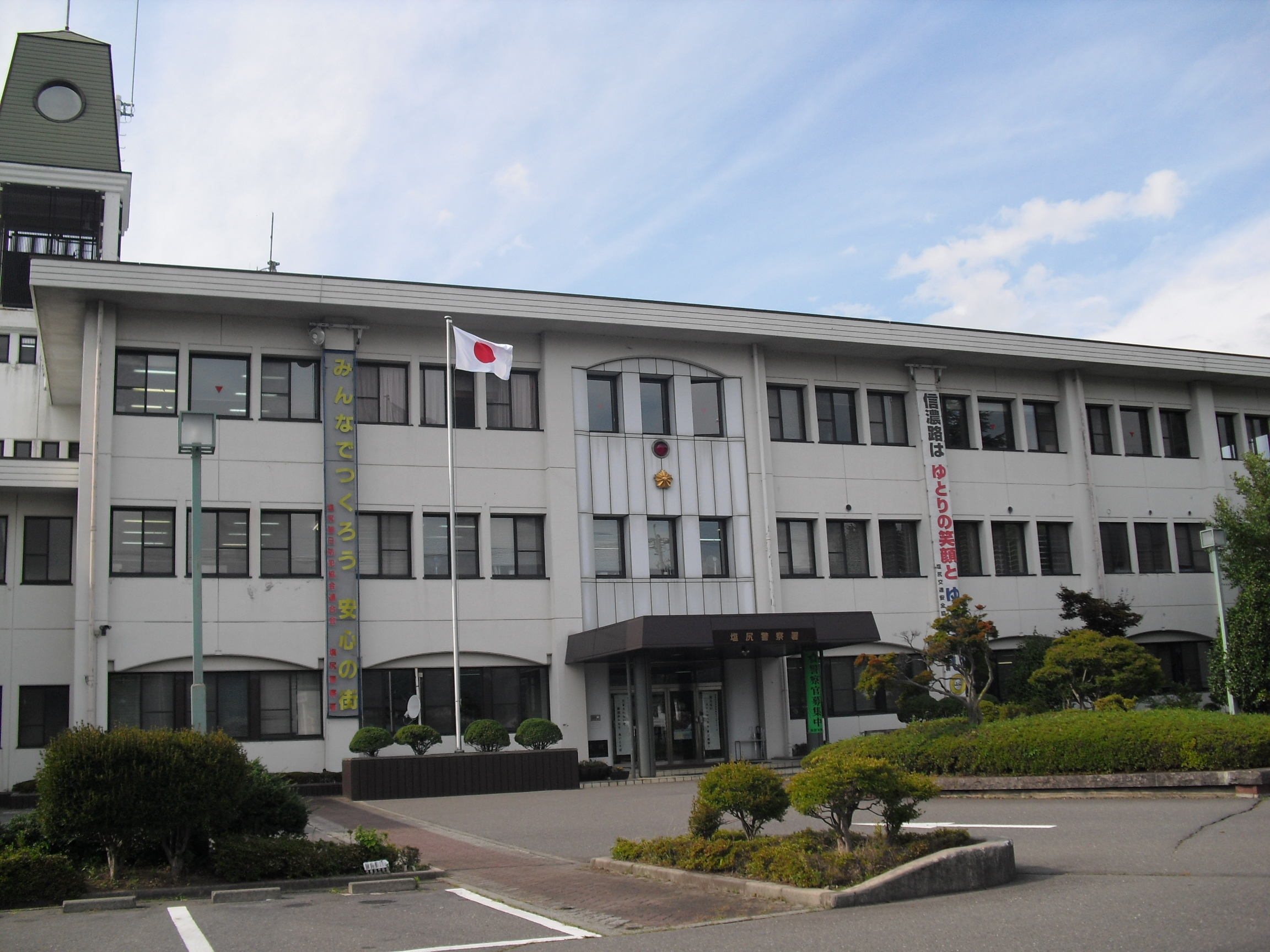
塩尻警察署

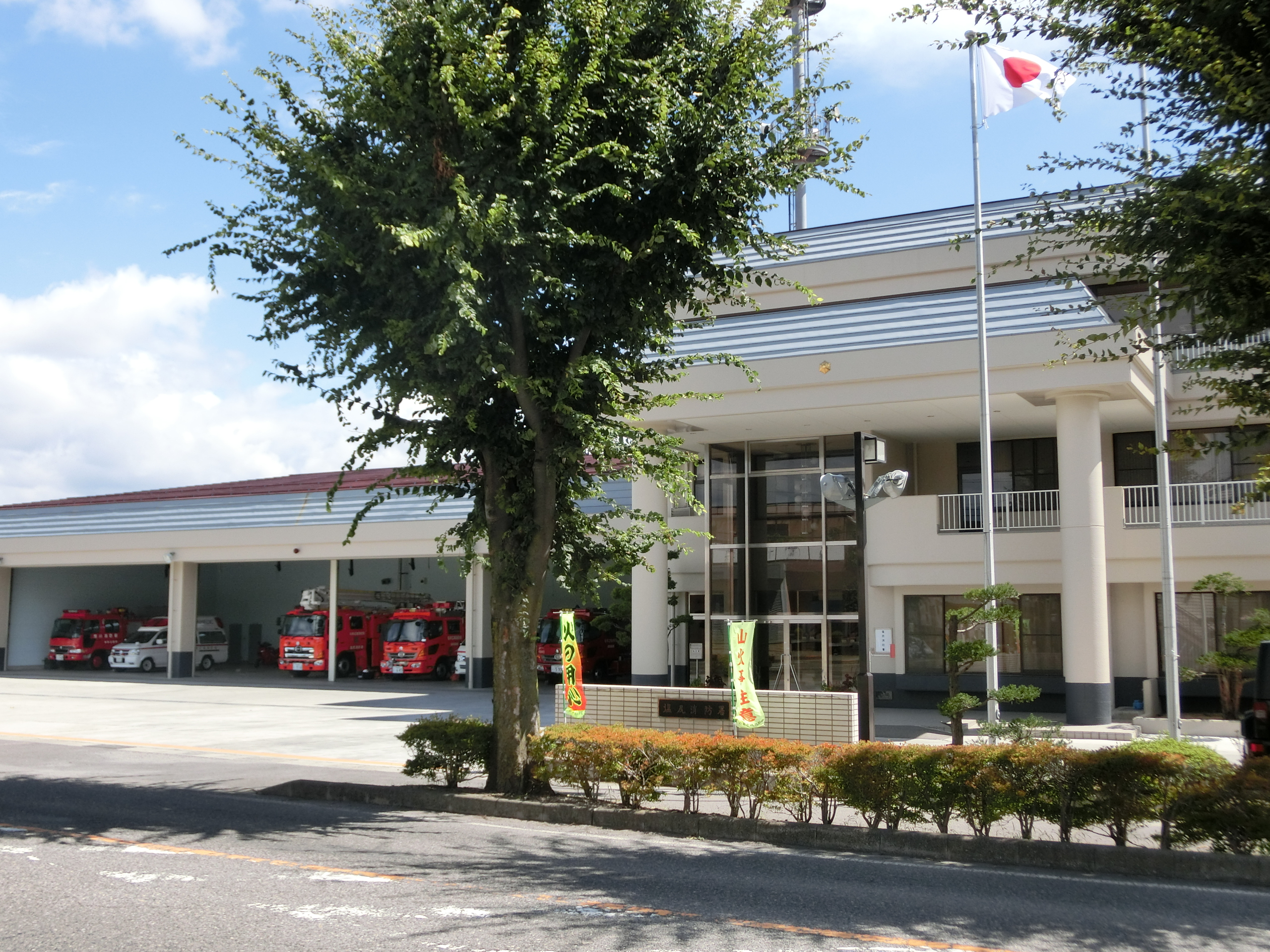
塩尻消防署

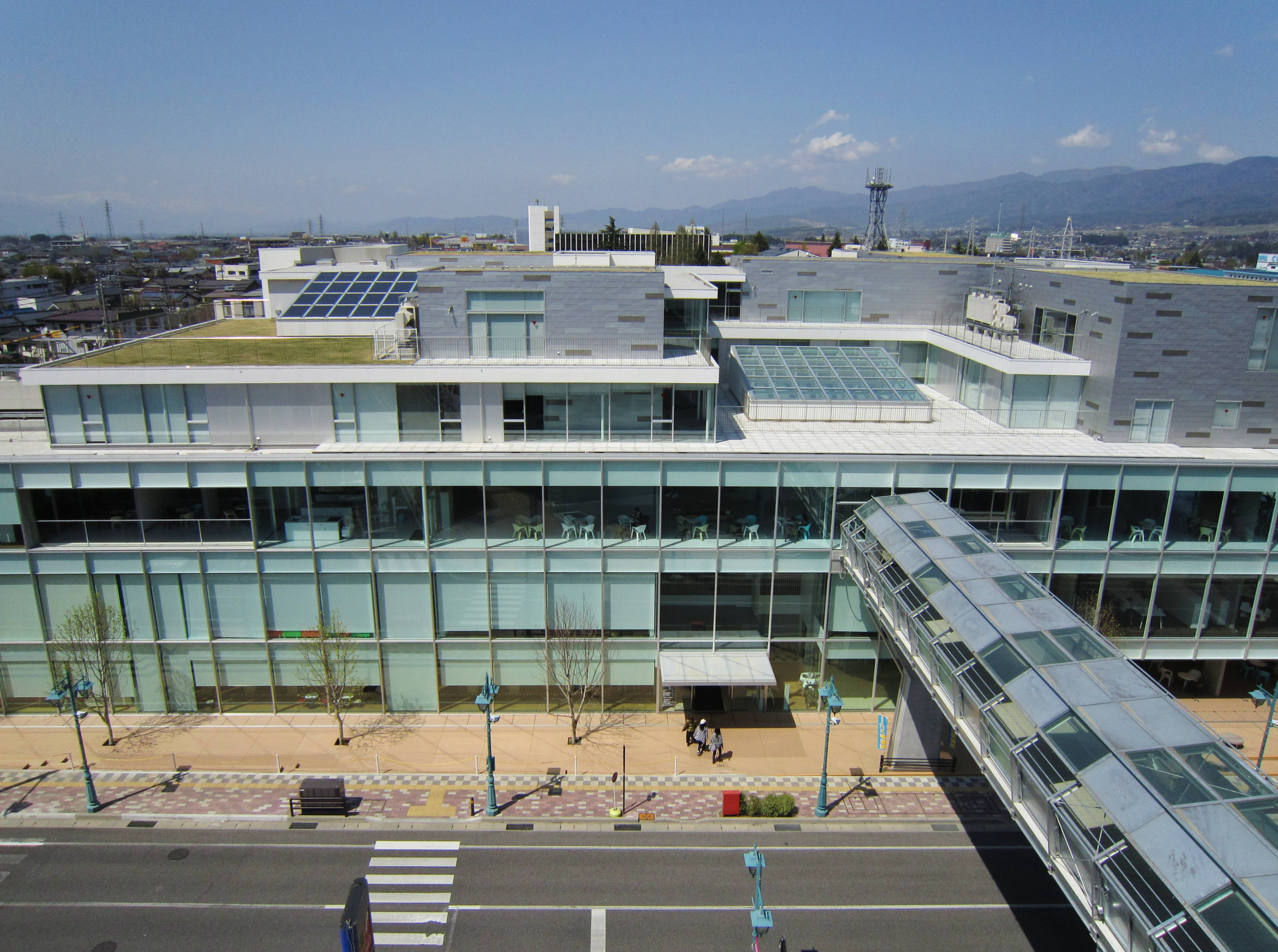
えんぱーく

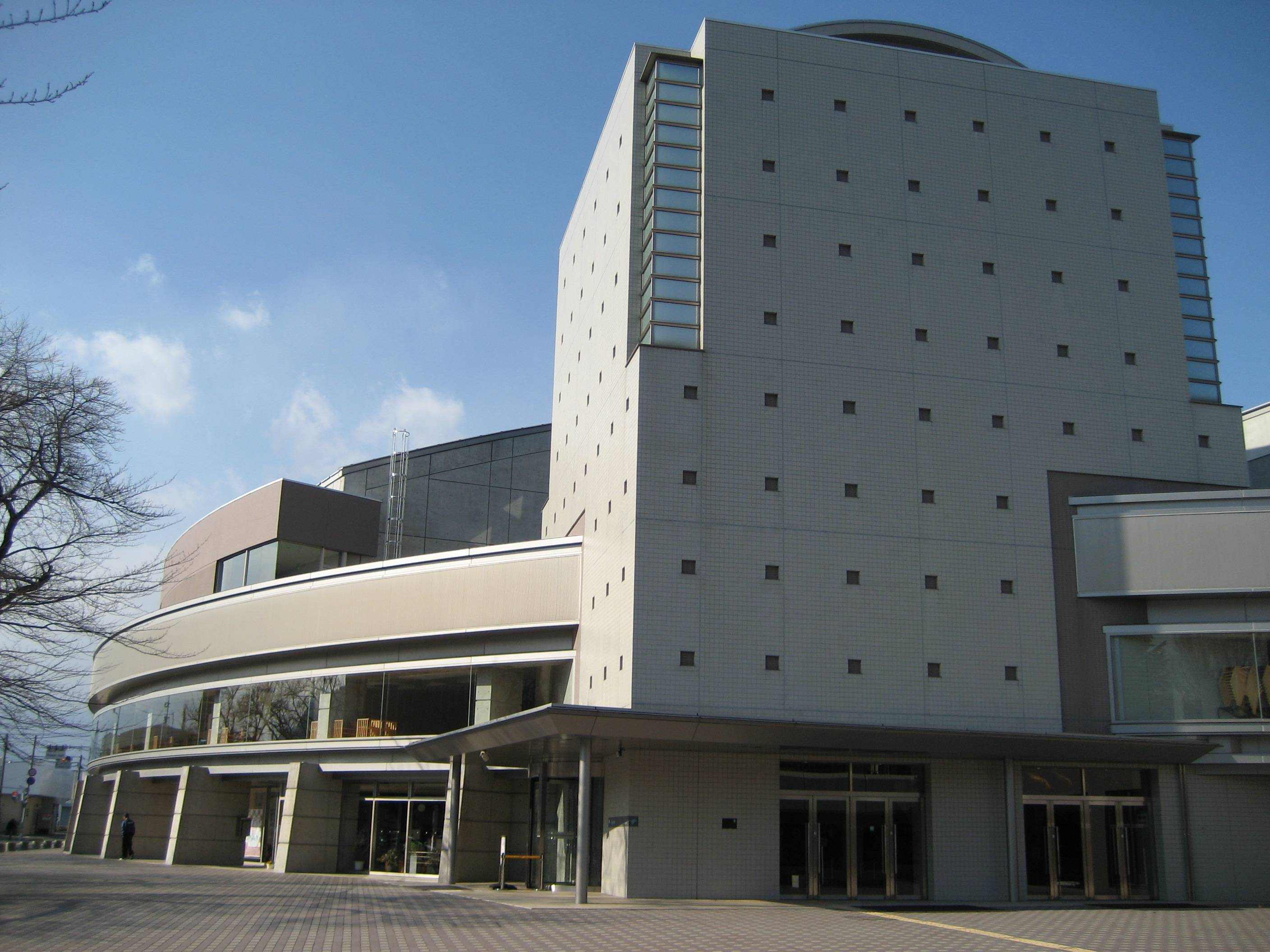
レザンホール

### 県現地機関
- 中南信運転免許センター
- 長野県野菜花き試験場
- 長野県畜産試験場
- 長野県林業総合センター

### 施設

#### 警察
本部
- 長野県警察 塩尻警察署

交番
- 塩尻駅前交番（大門八番町）
- 広丘交番（広丘野村）

駐在所
- 北小野警察官駐在所（北小野）
- 洗馬警察官駐在所（洗馬）
- 楢川警察官駐在所（木曽平沢）

#### 消防
本部
- 松本広域消防局 - 塩尻消防署、広丘消防署（旧市内）
- 木曽広域消防本部 - 木曽消防署北分署（楢川地区）

#### 医療
主な病院
- 塩尻協立病院
- 松本歯科大学病院

#### 郵便局
日本郵便が下記の郵便局を展開している。
| 集配郵便局   | 塩尻郵便局、洗馬郵便局、奈良井郵便局、小野郵便局（辰野町）                                                   |
| 無集配郵便局 | 北熊井郵便局、塩尻大門南郵便局、塩尻中町郵便局、洗馬郵便局、贄川郵便局、平沢郵便局、広丘郵便局、本洗馬郵便局 |
| 簡易郵便局   | 桔梗ヶ原簡易郵便局、郷原簡易郵便局、塩尻大門簡易郵便局、塩尻吉田簡易郵便局、高出簡易郵便局                   |

#### 文化施設
- 塩尻市文化会館 レザンホール
市役所近くにある文化会館。レザン（raisin）とはフランス語でブドウの実という意味。
- 塩尻市役所
市役所庁舎敷地内には、D51が置いてある。
- えんぱーく（塩尻市市民交流センター）
塩尻市立図書館が入居している。著名な作家や文化人を招いた講演会も実施されている。
- 塩尻市総合体育館（ユメックスアリーナ）
2021年4月開館。
- 東座
市内唯一の映画館

## 対外関係

### 姉妹都市・提携都市

#### 国内
姉妹都市
| 都市名   | 地方     | 都道府県名    | 提携年月日                                                                                                |
| -------- | -------- | ------------- | --- |
| 南伊豆町 | 中部地方 | 静岡県 賀茂郡 | 1978年（昭和53年）7月20日                                                                                 |
| 糸魚川市 | 中部地方 | 新潟県        | 1984年（昭和59年）8月25日 - 旧糸魚川市と姉妹都市提携 2005年（平成17年）7月29日 - 合併後改めて姉妹都市提携 |
| 袋井市   | 中部地方 | 静岡県        | 2001年（平成13年）10月28日 - 旧楢川村と姉妹都市提携 2010年（平成22年）10月23日 - 合併後改めて姉妹都市提携 |

#### 海外
姉妹都市
| 都市名       | 国名           | 地域名         | 提携年月日               |
| ------------ | -------------- | -------------- | ------------------------ |
| ミシャワカ市 | アメリカ合衆国 | インディアナ州 | 1972年（昭和47年）6月5日 |

## 経済
- 就業別人口割合は第一次産業：第二次産業：第三次産業の就業人口割合は7.3%：33.8%：58.9% となっている（2020年国勢調査）。
- 農業出荷額は約124億円で県内5位（2022年現在）、工業出荷額は約8233億円で県内1位（2022年現在）、商業年間商品販売額は約1738億円で県内8位（2020年度）。

### 第一次産業

#### 農業
都市近郊型農業
- 野菜と果樹の生産団地を形成している。
  - レタスなど高原野菜を中心に、豊富な種類の野菜を栽培。また、果樹は、ブドウ、リンゴ、梨等が栽培されている。

### 第二次産業

#### 工業
飲料・たばこ・飼料製造業
- 果実酒製造業（主にワイン）が集積し、アルプス、井筒ワイン、林農園（五一わいん）、信濃ワイン、サントリー、メルシャン、JAなど多数のメーカーが存在している。
  - ワインの醸造は、明治時代から行われており、市内の醸造所が海外のワインコンテストで賞を受賞するなど、脚光を浴びている。
  - ナイヤガラ、コンコードが主力品種だが、近年はメルロー、シャルドネなどのヨーロッパ系品種の生産も増加している。
  - 「ワイン（vin）」と「20（vingt）」をかけて、2013年度から、毎月20日が「塩尻ワインの日」となった[8]。

木材・木製品製造業
- 楢川地区は漆器（木曽漆器）の産地である。

精密機械工業
- 1964年（昭和39年）に松本・諏訪地区新産業都市に指定される（2001年3月30日に廃止）。
- 精密機械、電気機械、一般機械製造などの工場が立地している[2]。

拠点を置く主な企業
- キッセイ薬品工業 塩尻事業所
- 京王重機整備 塩尻工場
- サンコー 本社工場
- セイコーエプソン 塩尻事業所・広丘事業所
  - エプソンダイレクト 本社
- 日本電産コパル 塩尻事業所
- 森紙業 塩尻事業所
- モガミ電線 本社（沖電気関係会社）
- レゾナック・セラミックス 本社
  - レゾナック 塩尻事業所

### 第三次産業

#### 商業
ドーナツ化現象により国道19号沿線の郊外にロードサイド店舗の集積が顕著に見られ、JR塩尻駅周辺の中心市街地の空洞化が進行している。そのため中心市街地活性化基本計画（2008年11月11日承認）を策定し、活性化事業に取り組んでいる。
物流拠点
交通の要衝としての立地を生かし、多くの物流・運輸企業が拠点を置いている。
- ヤマト運輸
- 佐川急便
- 近物レックス
- 善光寺白馬電鉄
- フェデックス
- DHL
- Amazon.co.jp

### 金融機関
銀行
- 八十二銀行 塩尻支店・塩尻西支店・広丘支店
- 長野銀行 塩尻支店・広丘支店

協同組織金融機関
- 長野県信用組合 塩尻支店
- 長野県労働金庫 塩尻支店
- 松本信用金庫 塩尻支店・広丘支店

## 情報・生活

### マスメディア

#### 新聞社
- 信濃毎日新聞 塩尻支局、塩尻製作センター
- 読売新聞 塩尻通信部
- 中日新聞 塩尻通信部

#### 放送局
エリア放送
塩尻市は地上一般放送事業者として地上一般放送局の免許を取得しており、ワンセグ放送を実施していた。
市内に地上一般放送局3局が設置されていた。
| 免許人 | 局名                   | 呼出符号     | 物理チャンネル | 周波数        | 空中線電力 | ERP   | 業務区域                   |
| ------ | ---------------------- | ------------ | -------------- | ------------- | ---------- | ----- | -------------------------- |
| 塩尻市 | 塩尻エリア放送大門     | JOXZ4AF-AREA | 47ch           | 676.142857MHz | 760µW      | 760µW | 塩尻大門ウイングロード周辺 |
| 塩尻市 | 塩尻市エリア放送広丘   | JOXZ4AG-AREA | 47ch           | 676.142857MHz | 760µW      | 600µW | 塩尻市役所広丘支所周辺     |
| 塩尻市 | 塩尻市エリア放送奈良井 | JOXZ4AH-AREA | 47ch           | 676.142857MHz | 760µW      | 760µW | 奈良井周辺                 |

コミュニティ放送
- しおじりコミュニティ放送（高ボッチ高原FM、89.4MHz）

### 一般加入電話
NTT東日本
市外局番は0263（松本MA）が用いられる。

## 教育

### 大学
私立
- 松本歯科大学

### 専修学校
- 松本歯科大学衛生学院

### 高等学校
県立
- 長野県塩尻志学館高等学校
- 長野県田川高等学校

私立
- 東京都市大学塩尻高等学校
- 緑誠蘭高等学校 サテライト塩尻校（通信制）

### 小中学校
義務教育学校
- 塩尻市立楢川小中学校（2022年度開校）

### 中学校
市立
- 塩尻市立丘中学校
- 塩尻市立広陵中学校
- 塩尻市立塩尻中学校
- 塩尻市立塩尻西部中学校

公立
- 塩尻市辰野町中学校組合立両小野中学校

### 小学校
市立
- 塩尻市立片丘小学校
- 塩尻市立桔梗小学校
- 塩尻市立塩尻西小学校
- 塩尻市立塩尻東小学校
- 塩尻市立洗馬小学校
- 塩尻市立宗賀小学校
- 塩尻市立広丘小学校
- 塩尻市立吉田小学校

公立
- 辰野町塩尻市小学校組合立両小野小学校（辰野町）

## 交通

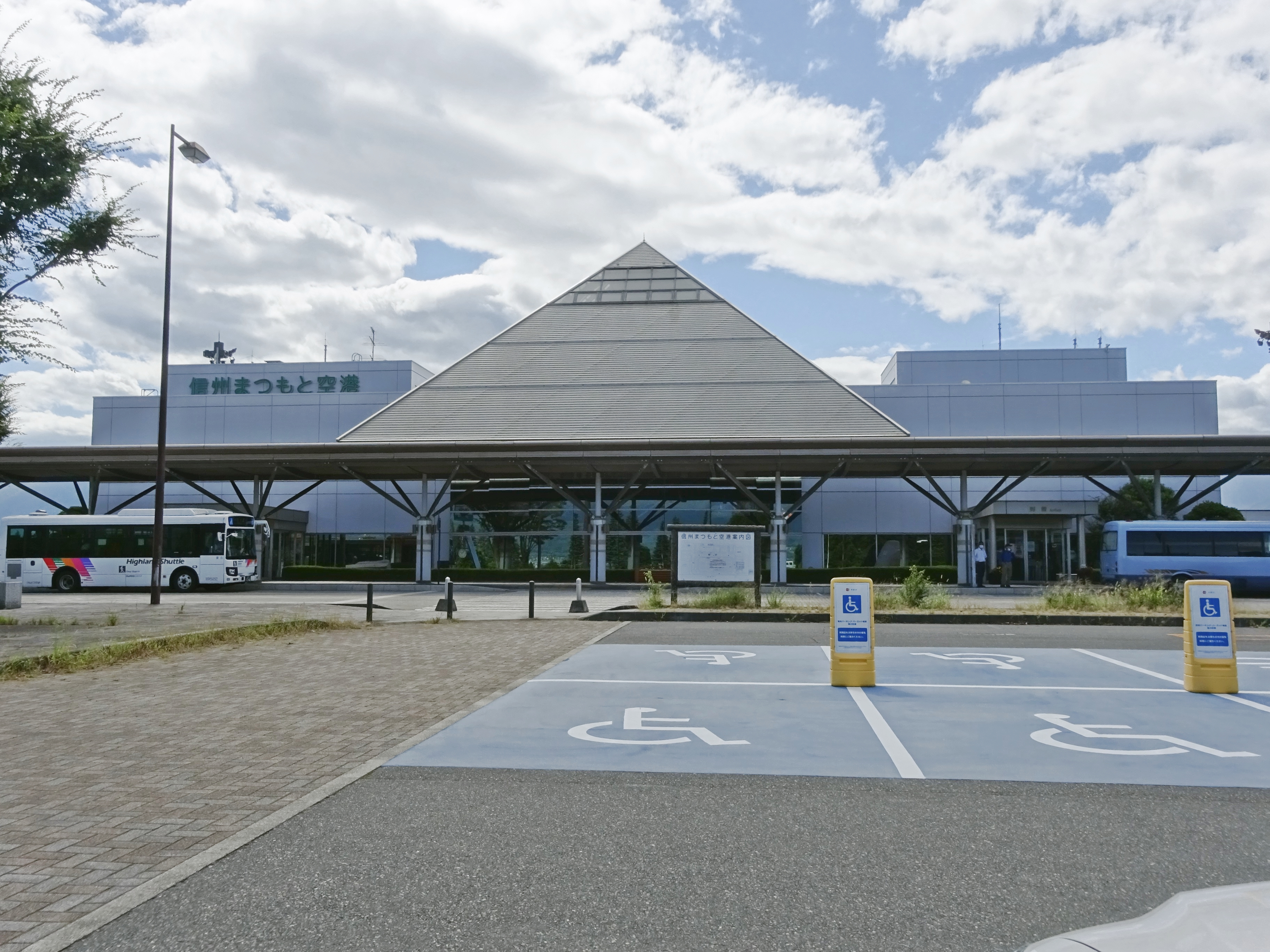
松本空港

太平洋側と日本海側の交通が交差し、本州内陸部きっての交通の要衝である。

### 空港
- 松本空港（信州まつもと空港）の敷地の半分以上が塩尻市内にある。なお空港正面玄関は松本市側にある。

### 鉄道
東日本旅客鉄道（JR東日本）
- 中央本線
  - 中央東線：みどり湖駅 - 塩尻駅
  - 辰野支線：塩尻駅
- 篠ノ井線
  - 広丘駅 - 塩尻駅

東海旅客鉄道（JR東海）
- 中央本線（中央西線）
  - 塩尻駅 - 洗馬駅 - 日出塩駅 - 贄川駅 - 木曽平沢駅 - 奈良井駅

### バス
高速バス
- 中央高速バス
  - 塩尻・木曽福島線  - 市内では塩尻駅東入口 - 漆の里平沢 - 奈良井宿に停車する。
  - 松本-新宿線 - 市内では広丘野村BSとみどり湖PAの高速バス停に停車する。
- 中央道高速バス
  - 名古屋線 - 市内では広丘野村BSとみどり湖PAの高速バス停に停車する。
- みすずハイウェイバス
  - 長野 - 飯田線 - 市内では広丘野村BSとみどり湖PAの高速バス停に停車する。
- 花バス観光（トラビス） - 市内では広丘野村BSとみどり湖PAの高速バス停に停車する。

路線バス
- 塩尻市地域振興バス - 塩尻駅を中心に市内外へ全6路線運行している他、市内にてデマンドバスも運行している。
- 重伝建周遊バス - 木會平沢と中山道奈良井宿を結ぶ
- 朝日村営バス - 朝日村から松本市今井や笹賀、当市の洗馬地区を通って広丘駅まで運行している。
- 松本市西部地域コミュニティバス - 松本空港付近で僅かに通過している。
- アルピコ交通（通称・松本電鉄バス） - 松本空港付近で僅かに通過している。

デマンドバス
- のるーと塩尻 - 市内複数ヶ所にあるミーティングポイント（専用バス停）から利用できるオンデマンドバスである。登録・予約制。松本市内のまつもと医療センターと村井駅にも乗降場所が設置されている。

### 道路
高速道路
- 中日本高速道路（NEXCO中日本）
  - 長野自動車道：塩尻IC - 塩尻北IC

国道
- 国道19号[2]
- 国道20号[2]（塩尻バイパス）
- 国道153号[2]
- 国道361号

主要地方道
- 長野県道25号塩尻鍋割穂高線
- 長野県道27号松本空港塩尻北インター線
- 長野県道63号松本塩尻線

一般県道
| - 長野県道115号松本平広域公園線 - 長野県道254号楢川岡谷線 - 長野県道257号木曽平沢停車場線 - 長野県道258号奈良井停車場線 - 長野県道288号新茶屋塩尻線 - 長野県道290号南原広丘停車場線 - 長野県道292号御馬越塩尻停車場線 - 長野県道293号上今井洗馬停車場線 | - 長野県道294号原洗馬停車場線 - 長野県道301号塩尻停車場線 - 長野県道304号本山床尾線 - 長野県道305号床尾大門線 - 長野県道431号上西条大門線 - 長野県道441号穂高松本塩尻自転車道線（あづみ野やまびこ大規模自転車道） - 約2kmのみ開通 - 長野県道493号姥神奈良井線 |

農道
- 松塩広域農道
- 東山山麓広域農道

その他の道路
- 高ボッチスカイライン
国道20号・塩尻峠の西側にある旧塩尻地区から高ボッチ高原を抜けて、標高1928 mの鉢伏山山頂付近まで尾根沿いに伸びる塩尻市道[11]。国道20号から鉢伏山までの延長は14.5 kmあり、例年12月上旬から4月中旬までの間は冬季閉鎖される[11]。道路はいわゆる舗装林道で道幅は狭く、森林の中を走る[12][13]。高原エリアの高ボッチ牧場付近から山頂までの間は視界が開け、そこから見る松本盆地や諏訪湖畔のパノラマや、南アルプス・中央アルプス・北アルプスの山並み、さらには諏訪湖越しに富士山を遠望できる絶景のドライブコースとしても知られる[11][12][13]。

道の駅
- 道の駅木曽ならかわ（国道19号）
- 道の駅奈良井木曽の大橋（国道19号）
- 道の駅小坂田公園（国道20号）

## 観光
| 1. 相吉溜池とシダレグリ自生地 2. 阿禮神社と夏祭り 3. 言成地蔵と滝社 4. 池生神社社叢と奈良井川の清流 5. えびの子水苑と建部社の森 6. 小野・矢彦神社とその社叢 7. 小野家 8. 小坂田公園とその周辺 9. 崖の湯と山あいの池 10. 興龍寺 11. 小松家と常光寺 12. 郷原宿と緑の街道 13. 西福寺 14. 島崎家 15. シャクナゲとアジサイの常光寺 16. 高ボッチ高原 17. 短歌のふるさと歌碑公園 18. 大門の並木通り 19. 中央スポーツ公園 20. 長興寺の庭園とその周辺 21. 長者原公園 22. 堂平公園と道祖神の里、小曽部 23. 中山道と塩尻峠 24. 21世紀の森とアルプス展望道路 25. 平出遺跡 26. ブドウとワインの里、桔梗ヶ原 27. 堀内家 28. 三嶽の森と姥ヶ池 29. みどり湖とその周辺 30. 本山宿 |

### 名所・旧跡

#### 神社
- 阿禮神社
- 小野神社・矢彦神社（矢彦神社は辰野町小野の飛び地で当市域に囲まれている）
- 槻井泉神社
- 三嶽神社
- 床尾神社
- 大門神社
- 熊野神社

#### 寺院
- 長興寺
- 永福寺
- 東漸寺
- 常光密寺
- 西福寺
- 郷福寺
- 善立寺
- 光明寺
- 常光寺
- 養福院
- 興龍寺
- 松林寺

#### 街道
宿場町
- 塩尻宿 - 洗馬宿 - 本山宿 - 贄川宿 - 奈良井宿の中山道5宿と北国西街道の郷原宿があった。
塩尻宿は旅籠の数が75軒で県内の中山道宿場では最多であった（1843年時点）。
洗馬宿は歌川広重の浮世絵「木曽海道六十九次」の中でも最高傑作の評がある。
本山宿は「そばきり」発祥の地として名高い。
奈良井宿は江戸時代の宿場の街並みを今に残し、木曽漆器の産地としても有名な木曽平沢地区とともに重要伝統的建造物群保存地区として選定されている。

### 観光スポット
- 平出歴史博物館
平出遺跡は縄文時代から平安時代の長期間にわたる集落跡が見られ、日本三大遺跡に数えられる複合遺跡。
平出遺跡の保存・展示を目的に作られた博物館で、平出遺跡考古博物館、歴史民俗資料館、瓦塔館の3館から構成される。
博物館では、石器、土偶など約2万点の出土品が展示されている。付近には平出の泉がある。
- 塩尻短歌館
塩尻生まれの歌人である太田水穂、若山喜志子、潮みどりや、フランス文学者吉江喬松、ゆかりの深い島木赤彦、若山牧水らの資料を展示公開している。
- 古田晁記念館
塩尻生まれの出版実業家で筑摩書房の創業者古田晁に関する資料を展示している。
- 塩尻市小坂田公園（道の駅小坂田公園併設、小坂田わくわく園、塩尻市立自然博物館（蝶の博物館））
- 釜井庵
中世豪族信濃三村氏の妙義山城址にある陶庵で、江戸時代には菅江真澄も滞在した。本洗馬歴史の里資料館内に所在する。
- 高ボッチ高原（八ヶ岳中信高原国定公園）
塩尻市の東部、筑摩山地の南部に位置する。眺望に優れ、飛騨山脈（北アルプス）や諏訪湖、八ヶ岳、南アルプス（赤石山脈）、富士山まで見渡せる。夜景も美しい。夏はレンゲツツジやニッコウキスゲが咲く。8月には草競馬大会も開催される。車道が通っているが、冬は通行止めとなる。

- みどり湖
農業灌漑用として造成された人造湖。釣り場を整備してへらぶな幼魚を放流しているため、近くの田川浦湖と共にへらぶな釣の湖として人気がある。
以前はへらぶなの他に鯉、フナ、わかさぎ、にじますの魚影が濃く、時にはウナギや鯰が釣れたこともあったが、一時違法に放流されたブラックバスによって漁獲が激減してしまった。
現在はブラックバスを駆除して水質の浄化など環境改善にも取り組んでいるため、春から晩秋まで釣り人の人気を博している。
また、湖畔には旅館跡地（旧 市営みどり湖会館跡地）を利用した花公園が整備されている。
- 日本の音風景100選：塩嶺の小鳥のさえずり
- 信州塩尻農業公園チロルの森
オーストリア・チロル地方をモデルにした体験型テーマパーク。
- 塩嶺御野立公園
塩尻峠の東山橋南付近にある。
- ミュージアム鉱研 地球の宝石箱
1997年開館の施設で、塩尻市いこいの森公園内に所在する。鉱物・岩石・化石など約2,000点を展示する。冬期休館[14]。
- 塩嶺カントリークラブ
- 綿半フットボールパーク塩尻
- 信州塩尻農業公園チロルの森
オーストリアチロル地方の町並みを再現したテーマパーク。1999年に開業し、コロナウイルス感染症による影響により閉園。2025年4月26日に再開した。冬期は休園となる[15]。

## 文化・名物

### 文化財
国指定・選定・登録の文化財
- 重要文化財
  - 小野家住宅
  - 島崎家住宅
  - 小松家住宅
  - 堀内家住宅
  - 深澤家住宅
  - 手塚家住宅
  - 旧中村家住宅

- 重要有形民俗文化財
  - 木曽塗の製作用具及び製品

- 史跡
  - 平出遺跡

- 重要伝統的建造物群保存地区
  - 奈良井宿
  - 木曽平沢

- 登録有形文化財
  - 長野県の登録有形文化財一覧#塩尻市を参照。

県指定の文化財は長野県指定文化財一覧を参照。

### 祭事・催事
- 塩嶺御野立記念祭（年2回）
  - 日本一短い祭りと言われる。
- 阿禮神社例大祭（7月）
  - 上町、室町、中町、宮本町、堀の内、長畝、桟敷の7町会から豪壮な舞台が繰り出す。
- 高ボッチ高原観光草競馬大会（8月）
  - 競走馬、農耕馬、ポニーが参加する草競馬大会。
- 玄蕃まつり（8月）
  - 大門商店街一帯が歩行者天国となり、キツネをイメージした音楽と踊りで商店街を練り歩く。
- 小坂田公園納涼花火大会（8月）
  - 水上スターマインやナイアガラなどが楽しめる。
- 全国短歌フォーラム in 塩尻（9月、12月）
  - 1987年より毎年開催。
- ハッピー ハロウィン in しおじり（10月）
  - 1997年より毎年開催。玄蕃まつり同様、大門商店街一帯が歩行者天国となり、仮装した人々が商店街一帯を埋め尽くすハロウィンイベント。
- ヌーボーワインと新そばフェスティバル（11月）

### 名産・特産
- ワイン
- 山賊焼き

### スポーツ

#### 野球
- FedEx硬式野球部（JABA）

#### サッカー
- 松本山雅FC（Jリーグ）
- FCアンテロープ塩尻（北信越フットボールリーグ）

## 出身関連著名人

### 出身著名人
（五十音順）
- 青山徹蔵（医学者）
- 青木志郎（建築学者）
- 赤羽巌穴（社会主義者、ジャーナリスト）
- 有賀誠門（打楽器奏者）
- 市岡晋一郎（開拓者）
- 岩下哲典（歴史学者）
- 潮みどり（歌人）
- 臼井弘貴（サッカー選手）
- 碓井広義（社会学者、テレビプロデューサー）
- 碓井稔（実業家）
- 大瀬うたじ（漫才師）
- 太田青丘（歌人）
- 太田水穂（歌人）
- 小川尚克（翻訳家）
- 小口久仁子（声優）
- 小口浩（官僚）
- 小澤美夏（スケート選手）
- 小野晃（地球物理学者）
- 上條優奈（野球選手）
- 川上源一（政治家）
- 北沢猛（都市計画家）
- 熊井英水（水産学者、近畿大学水産研究所所長）
- 熊谷岱蔵（医師、元東北帝国大学総長）
- 倉沢宏希（アナウンサー）
- 郷原古統（日本画家）
- 小平渓介（フィギュアスケート選手）
- 小松慶也（旧軍人、アルゼンチンの酪農家）
- 小松憲太（サッカー選手）
- 小松倍一（教育者）
- 近藤正三（法学者）
- 酒井琢朗（人類学者）
- 佐倉直男（数学者）
- 佐々木恒司（政治家）
- 塩沢由典（経済学者）
- 嶋崎昭典 (農学者)
- 清水直樹（レーシングライダー）
- 下平正一（政治家）
- 代田敦資（サッカー選手）
- 征矢野晃雄（神学者）
- 高津聖志（免疫学者）
- 高山憲之（経済学者）
- 高山正雄（法医学者、元九州帝国大学総長）
- 滝澤行雄（医学者）
- 田代秋鶴（書家）
- 田杉競（経営学者）
- 田中あさみ（ファッションモデル）
- 田中虔一（化学者）
- 田中貢一（植物学者）
- 田中義麿（遺伝学者）
- 津金恵（柔道選手）
- 続木美香（アナウンサー）
- 出口クリスタ（柔道選手）[16]
- 出口ケリー（柔道選手）[17]
- 手塚縫蔵（教育者）
- 寺沢拓敬（社会学者）
- 中野幹隆（編集者）
- 中村武志（小説家）
- 中村胤夫（三越元社長）
- 波切敦（漫画家）
- 野々山広三郎（サッポロビール元社長）
- 浜光雄（児童文学者）
- 東原伸明（国文学者）
- 樋口大輝（サッカー選手）
- 平波亘（映画監督）
- 降幡愛（声優）
- 古田晁（筑摩書房創業者）
- 古厩忠夫（歴史学者）
- 古厩智之（映画監督）
- 松浦篤志（ギタリスト）
- 丸山勝（ジャーナリスト）
- 御子柴進（プロ野球）
- 村澤明伸（陸上競技選手）
- 百瀬晋六（富士重工業元社員、スバル360開発責任者）
- 百瀬優（柔道選手）
- 森山儀文治（政治家）
- 柳田元三（旧軍人）
- 山岸絵美（柔道選手）
- 山本惠朗（富士銀行元頭取）
- 吉江喬松（フランス文学者）
- 吉江喜一（プロ野球）
- 米窪満亮（政治家）
- 若山喜志子（歌人）